# Вулиця Качали (Львів)
Вулиця Качали — вулиця в Личаківському районі Львова, у місцевості Старе Знесіння. Пролягає від вулиці Митрополита Липківського на захід, до кінця забудови, завершується глухим кутом.

## Історія та забудова
Вулиця виникла у першій третині XX століття, у 1934 році отримала назву вулиця Ґєримських, на честь польських художників, братів Ґєримських. Після початку радянської окупації, у 1946 році отримала назву вулиця Чебишева, на честь російського вченого Пафнутія Чебишова. Сучасна назва — з 1993 року, на честь громадсько-політичного діяча Степана Качали.
До вулиці приписані лише два будинки — № 1 та № 3, зведені у 1930-х роках у стилі конструктивізм.